# Bicipuebla
Bicipuebla es un sistema de bicicletas compartidas de la ciudad de Puebla, complementando la red de transporte público de la ciudad. Fue inaugurado en enero de 2017 y cuenta con 70 cicloestaciones y 1050 bicicletas. Es operado por la empresa CycloShare bajo el modelo de concesión.
El servicio cubre el Centro histórico de Puebla, desde la calle 43 Poniente hasta la zona conocida como Los Fuertes, y de la colonia La Paz al Parque Ecológico. Tiene estaciones cercanas a las líneas 1 y 2 del sistema BRT Red Urbana de Transporte Articulada (RUTA), el Tren turístico Puebla-Cholula y ciclovías.
Una segunda etapa busca extender el sistema hacia las zonas universitarias de la ciudad y alcanzar 139 estaciones y 2000 bicicletas.

## Críticas
Reportes de prensa indican que algunos ciudadanos consideran el servicio como caro (700 MXN la anualidad), en comparación con otros sistemas de bicicletas como EcoBici de la Ciudad de México (400 MXN anuales).